# Музей по история на медицината
Музеят по история на медицината е единственият музей за история на медицината в България.. Той е част от структурата на Медицински университет - Варна.

## История
Разположен е в първата българска благотворителна болница. Тя е построена от варненкия майстор Янко Костанди с даренията на варненския търговец Параскева̀ Николау, който емигрира в Одеса. Той завещава 126 900 сребърни рубли за строителството, за заплатите на персонала и за издръжката на болните. Построена е на мястото на християнски гробища с параклис, посветен на Св. Пророк Илия. Първият пациент в болницата е приет на 8 ноември 1869 г. Позната е като Гръцката болница, а през 1904 г. за първи път се споменава в периодичната преса с името Болница "Параскева Николау".
По време на антигръцките вълнения в България на 9 юли 1906 г. гръцката болница е превзета от българи, а на 16 юли 1905 г. преминава в общинско владение. На 20 юли 1907 г. болницата отбелязва своя годишнина, като това става на храмовия празник на параклиса Св. Пророк Илия, запазен и до днес в болничния двор. През 1921 г. началникът на санитарния отдел на общината Александър Стателов е критикуван за решението на общината да преобрази общинската болница в хотел за пролетния сезон и старопиталище през зимата. Изложение до смесената гръцко-българска емиграционна подкомисия в София от юристконсулта при Варненската община Янко К. Сираков сочи, че през 1928 г. все още има нерешен спор за имотите на гръцката община в град Варна.
През годините сградата е служила като холерен изолатор, военен лазарет, инфекциозна болница, родилен дом, противобясна станция, бактериологична станция, санепидстанция, хигиенно-епидемиологичен институт.

## Музей
Музеят разполага с 3 експозиционни зали и фоайе с обща площ 400 m2. Експозицията проследява историята на медицината от 1000 г. пр.н.е. до днешно време. Устроени са и 2 помещения, представящи зъболекарски кабинет и аптека.